# Venusia blomeri
Venusia blomeri (synoniem: Discoloxia blomeri) is een vlinder uit de familie van de spanners (Geometridae).
De voorvleugellengte van deze vlinder is 9 tot 13 millimeter. De lichtgrijze voorvleugel heeft bij de apex een opvallende bruine vlek met zwarte rand.
De soort gebruikt iep als waardplant. De soort vliegt in een jaarlijkse generatie van eind mei tot in juli. De rups is te vinden van eind juli tot halverwege september. De pop overwintert.
De soort komt voor van Groot-Brittannië en Frankrijk via Oost-Europa tot Japan en China. In België is de soort zeer zeldzaam uit de provincies Luik, Namen en Luxemburg. In Nederland is de soort voor zover bekend niet waargenomen.